# Laramarca (distrito)
Laramarca é um distrito do Peru, departamento de Huancavelica, localizada na província de Huaytará.

## Transporte
O distrito de Laramarca é servido pela seguinte rodovia:
- HV-121, que liga a cidade de Santiago de Quirahuara ao distrito de Pilpichaca[1][2][3]